# Caravaggio, Lombardia
Caravaggio este o comună din provincia Bergamo, Italia. În 2011 avea o populație de 15.821 de locuitori.

## Demografie
Caravaggio - evoluția demografică

|  | Graficele sunt indisponibile din cauza unor probleme tehnice. Mai multe informații se găsesc la Phabricator și la wiki-ul MediaWiki. |

Date: Recensăminte sau birourile de statistică - grafică realizată de Wikipedia

## Personalități născute aici
- Giovanni Francesco Straparola (c. 1485 - 1558), scriitor.